# TOS-2
TOS-2 „Tosoczka” (zdrobniale od skrótu TOS (rus. ТОС) oznaczającego ciężki miotacz ognia (rus. тяжёлая огнемётная система) – rosyjski system artylerii rakietowej, którego głównym elementem jest samobieżna wieloprowadnicowa wyrzutnia rakietowa na podwoziu kołowym Ural-63706 z rodziny Tornado-U, zaprojektowany jako następca systemu rakietowego TOS-1 oraz jego późniejszych modernizacji.

## Historia
Pierwsza wzmianka o nowym systemie artyleryjskim pojawiła się w 2016 roku, gdy Ministerstwo Obrony Federacji Rosyjskiej zleciło biuru konstrukcyjnemu NPO Spław przeprowadzenie prac badawczo-rozwojowych. Oficjalnie potwierdzono istnienie systemu rok później, na międzynarodowych pokazach lotniczych MAKS poprzez dyrektora generalnego biura Nikołaja Makarowca. Pierwotnie wyrzutnia miała być posadowiona na podwoziu czołgu T-14, jednak po doświadczeniach z eksploatacji systemów TOS-1 w Syrii zdecydowano się na zastosowanie podwozia kołowego ze względu na jego większą mobilność. 
Pod koniec 2019 roku zostały zaprezentowane szkice i rysunki systemu, a dowódca rosyjskich wojsk obrony radiologicznej, chemicznej i biologicznej Igor Kiriłłow na łamach gazety „Krasnaja Zwiezda” ogłosił, że prace nad Tosoczką zakończą się przed przyszłorocznymi obchodami Dnia Zwycięstwa, a Siły Zbrojne Federacji Rosyjskiej otrzymają system do końca maja 2020 roku. 
Oficjalna prezentacja systemu odbyła się na defiladzie zwycięstwa z okazji 75 rocznicy pokonania III rzeszy na Placu Czerwonym w Moskwie 24 czerwca 2020 roku, gdzie zaprezentowano cztery pojazdy. Wcześniej można je było zobaczyć na poligonie niedaleko wsi Ałabino podczas przygotowań do uroczystej defilady. 
Według informacji podanych przez agencję TASS systemy TOS-2 zostały użyte bojowo w trakcie inwazji na Ukrainę w okolicach Charkowa, prawdopodobnie jako uzupełnienie dla wcześniej utraconych TOS-1. 

## Charakterystyka
System jest posadowiony na 6-kołowym podwoziu wysokiej mobilności Ural-63706-0120. Kabina pojazdu jest opancerzona w celu ochrony przed odłamkami i ostrzałem z broni krótkiej. Z tyłu pojazdu zamontowana jest wyrzutnia rakiet składająca się z trzech rzędów kontenerów startowych po 8 rakiet każdy. Z wyrzutni mogą być odpalane pociski z głowicami termobarycznymi i zapalającymi. Na wyposażeniu znajduje się również skomputeryzowany system kierowania ogniem, inercyjny system nawigacji oraz system namierzania celów. System posiada wysuwane podpory stabilizujące oraz żuraw pozwalający na samodzielny załadunek rakiet. 
Wersja zaprezentowana na defiladzie z 2020 roku posiada zmniejszoną wyrzutnię na 18 pocisków.  